# Latijnse school

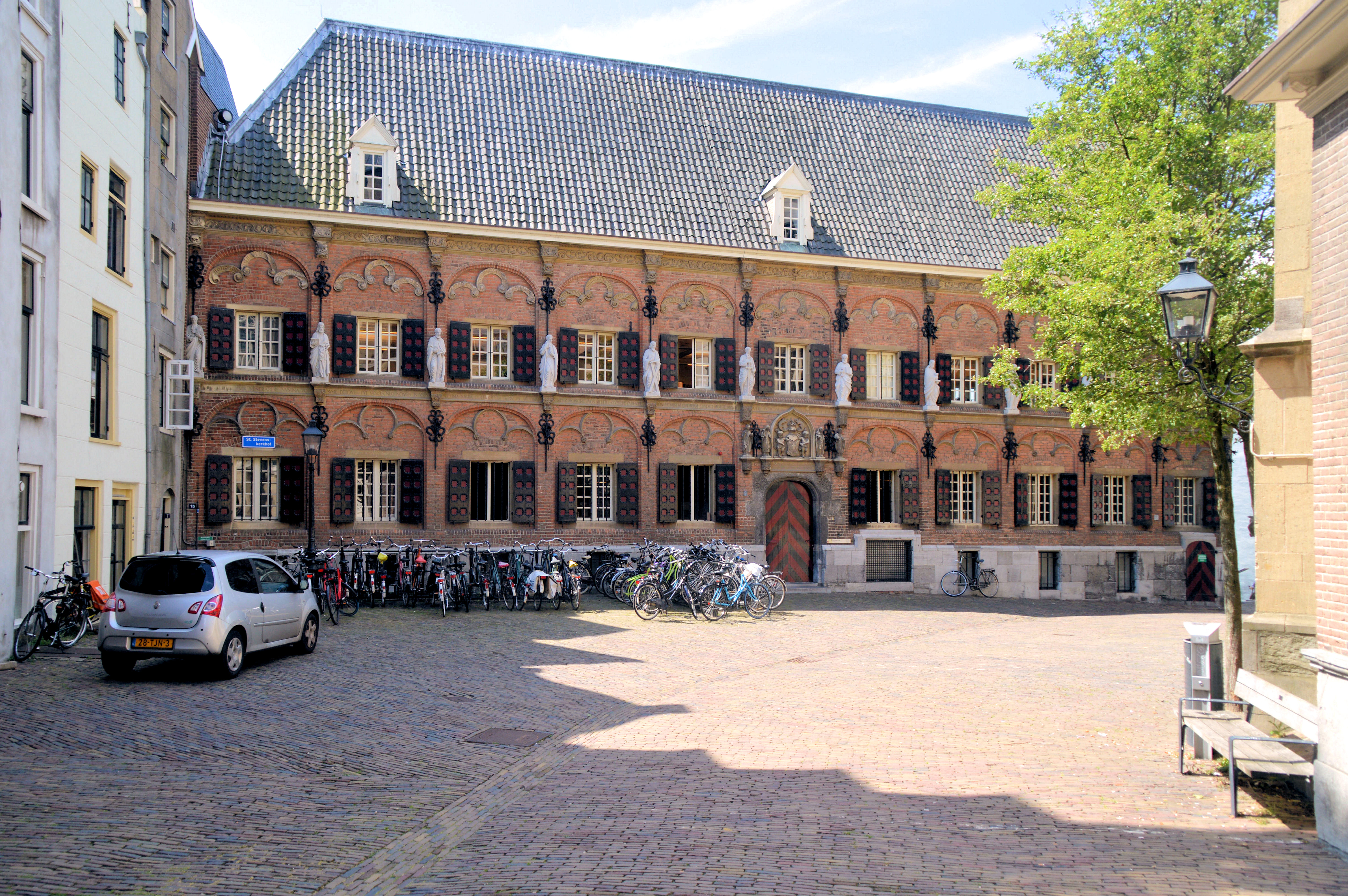
Renaissancegevel van de Latijnse School in Nijmegen uit 1545

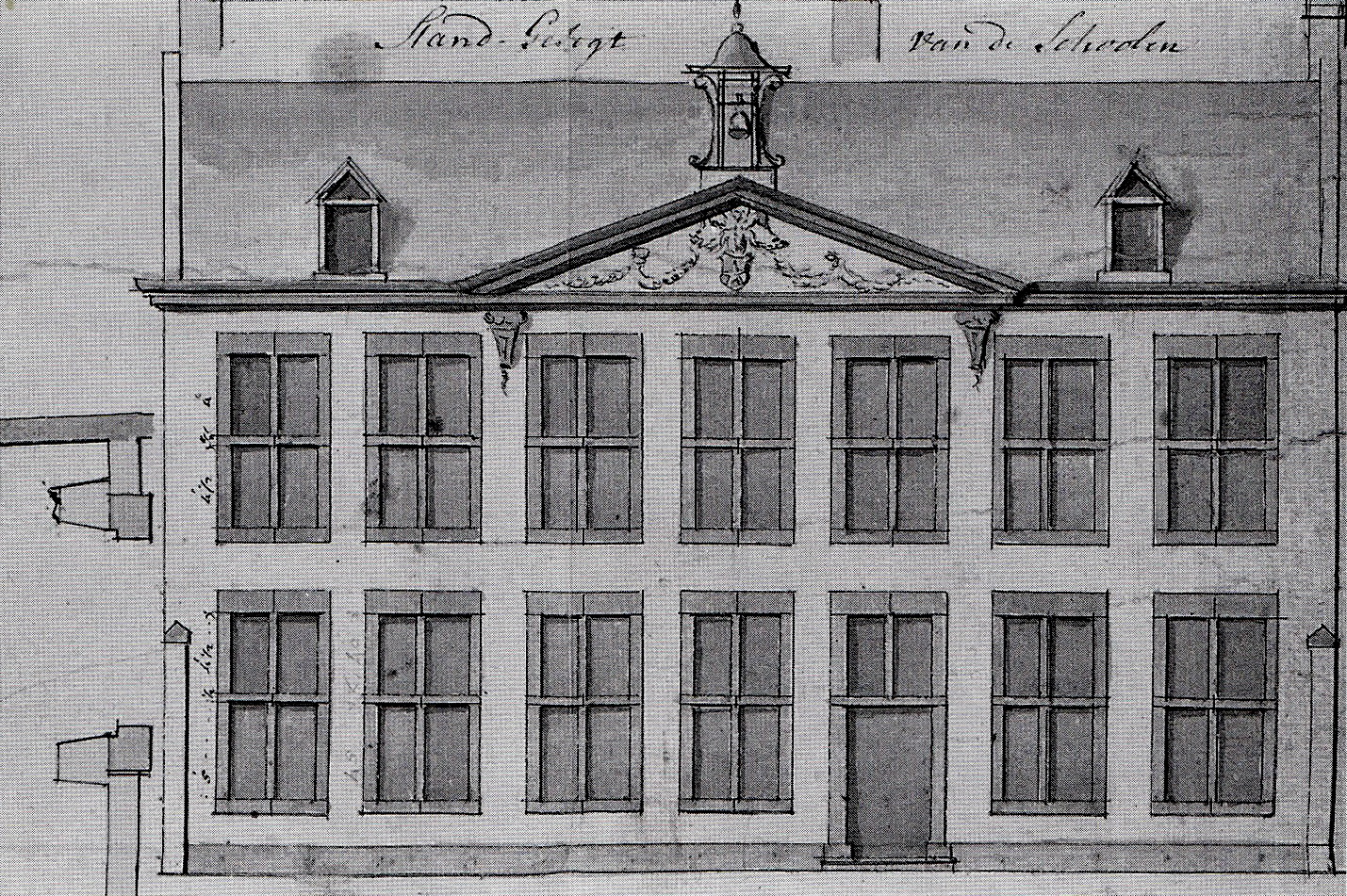
Ontwerp van de nieuwe Latijnse school in Maastricht, 1787

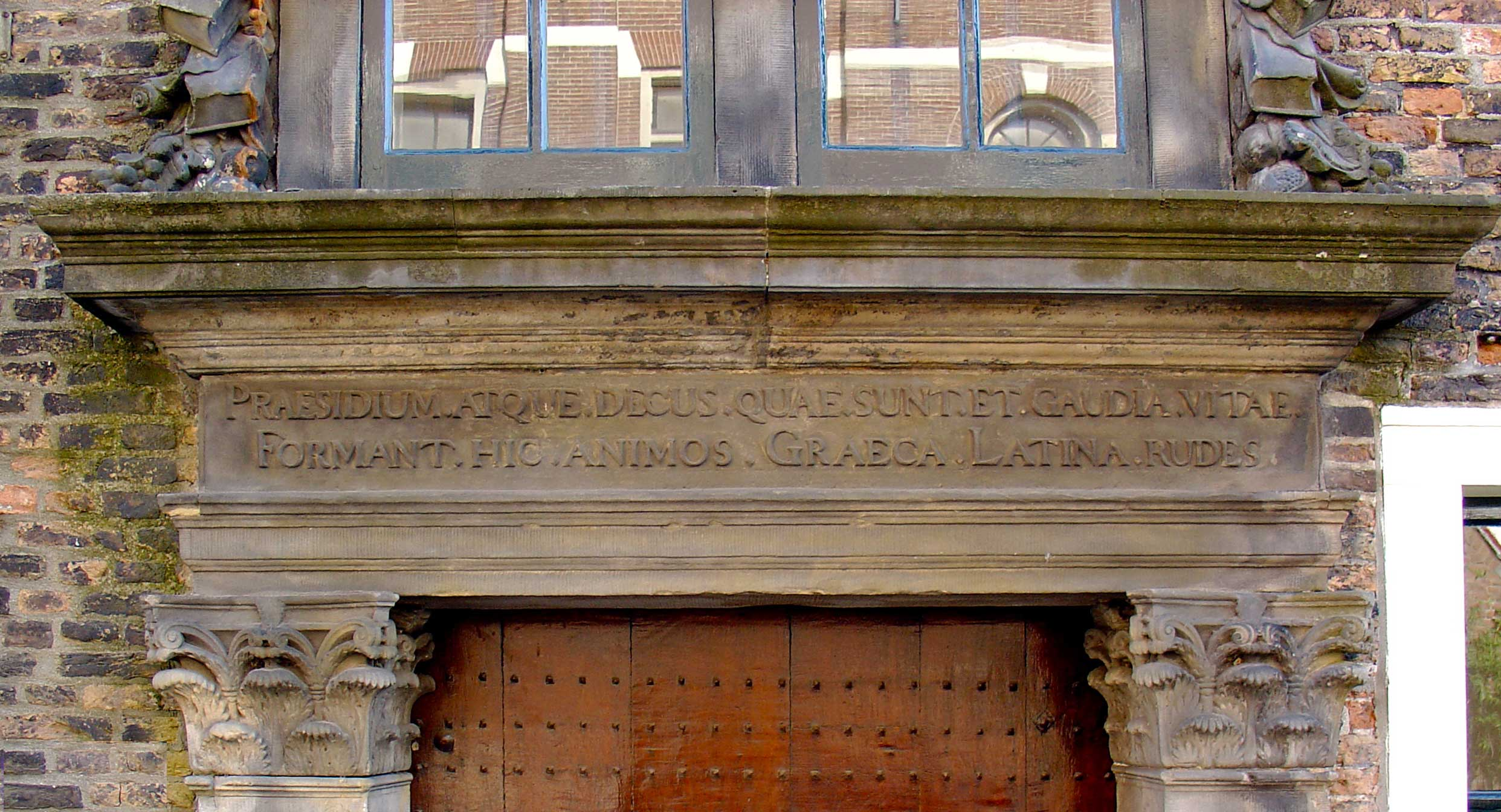
Opschrift boven de poort van de Latijnse School in Gouda: "Praesidium atque decus quae sunt et gaudia vitae - Formant hic animos Graeca Latina rudes", vrij vertaald: "Om eens tot steun, sieraad en bron van vreugde in het leven te zijn, vormen Grieks en Latijn hier de nog ruwe geest"

De Latijnse school was vóór de 19e eeuw een in heel Europa wijdverbreid schooltype, dat leerlingen (uitsluitend jongens, afkomstig uit de hogere en middenklasse) voorbereidde op een religieus ambt of een studie aan een universiteit.
Destijds was het Latijn de taal van de wetenschap, de colleges op universiteiten werden in deze taal gegeven. Kennis van het Latijn was essentieel voor eenieder die hogere studies wilde verrichten. Het lesprogramma van de Latijnse school bestond daarom grotendeels uit Latijn. Andere vakken waren van marginale betekenis. Een leerling sloot de Latijnse school af met een schoolexamen, de zogeheten promotie. Die promotie gaf toegang tot de universiteit.

## Oorsprong
De Latijnse school was aanvankelijk een kapittel- of koorschool onder verantwoordelijkheid van de kerkelijke autoriteiten. Vanaf 1215 was ieder seculier kapittel verplicht er een school op na te houden. Hoewel kerk en eredienst de meeste aandacht kregen gaven er ook leken les in vakken die voorbereidden op het bestuderen van de profane wetenschappen. Vanaf de 14e eeuw namen veel stadsregeringen de financiële lasten voor de school op zich en verkregen zo zeggenschap over de reglementen en hadden de bevoegdheid de rector aan te wijzen. In de periode van 1575 tot 1876 beschikte vrijwel iedere stad en een aantal grotere dorpen over een Latijnse school. Sinds de 16e eeuw werd ook het Grieks opgenomen in het schoolprogramma, dit gebeurde in Nederland voor het eerst vanaf eind 15de eeuw op de Latijnse school te Deventer.

## Organisatie
In de middeleeuwen was onderwijs in iedere stad in de Nederlanden voorhanden. Naast de aanwezige scholen voor lager onderwijs die onder de parochies ressorteerden kende men meestal de 'De grote school' als voorbereiding op een religieus bestaan of universitaire studie. Dit was de Latijnse school. Als jongens met hun studies begonnen waren ze ongeveer negen jaar oud. Het klassikale systeem kende vier klassen die een half jaar vergden, gevolgd door een afsluitend leerjaar. Daarna kon de leerling zich melden bij een kloostergemeenschap of, voor verdere studie, bij een universiteit. Een leerling bleef net zo lang in een klas tot hij zich de daar aangeboden kennis eigen had gemaakt. Sommige scholen hadden voor begaafde leerlingen nog een tweejarige bovenbouw waar dezelfde leerstof als aan de universiteit werd behandeld, filosofie maakte dan deel uit van de lessen. Na vijf of zes jaar kon het gehele programma zijn afgerond. De gemiddelde schoolverlater was rond de vijftien jaar oud, maar de variatie in leeftijd was groot.

## Einde

### Nederland
In de 18e eeuw begon in Nederland de populariteit van de Latijnse scholen te tanen, onder meer door de opkomst van de Franse school, waar men de taal leerde die bezig was Latijn te verstoten van zijn positie van Europese lingua franca, en praktische vakken zoals boekhouden. In 1838 werd in Nederland een onderwijshervorming doorgevoerd. Naast de Latijnse school ontstond het gymnasium. Het Latijn was bij dat schooltype nog altijd het belangrijkste vak, maar er werd aanzienlijk meer tijd uitgetrokken voor de moderne talen en wiskunde en natuurwetenschappen. In de jaren na 1838 werden zeer geleidelijk alle Latijnse scholen omgezet in gymnasia. In 1858 telde Nederland 31 gymnasia en nog 32 Latijnse scholen. In 1863 kwam er ook een geheel nieuw type school: de hogereburgerschool of H.B.S.

## Lijst van Latijnse scholen in Nederland
- Alkmaar: Murmelliusgymnasium;
- Amersfoort: Stedelijk Gymnasium Johan van Oldenbarnevelt;
- Amsterdam: Barlaeus Gymnasium;
- Arnhem: Stedelijk Gymnasium Arnhem;
- Assen;
- Barneveld;
- Batavia (Nederlands-Indië);
- Bolsward;
- Boxmeer;
- Breda;
- Brielle;
- Coevorden;
- Culemborg;
- Delft;
- Den Haag: Gymnasium Haganum;
- Deventer: Latijnse School;
- Doesburg;[2][3]
- Doetinchem;
- Dokkum;
- Dordrecht: Johan de Witt-gymnasium;
- Edam;
- Eindhoven;
- Elburg;
- Enkhuizen;
- Franeker;
- Geertruidenberg;
- Gemert: Latijnse School;
- Gorinchem;
- Gouda: Coornhert Gymnasium;
- Groenlo;
- Groningen: Praedinius Gymnasium;
- Haarlem: Stedelijk Gymnasium Haarlem;
- Harderwijk;
- Harlingen;
- Helmond;
- 's-Hertogenbosch: Stedelijk Gymnasium 's-Hertogenbosch;
- Hilvarenbeek;
- Hoorn;
- IJsselstein;

- Joure;
- Kampen;
- Kollum;
- Leiden: Stedelijk Gymnasium Leiden, Latijnse school;
- Leerdam;
- Leeuwarden;
- Maastricht: Latijnse school, daarnaast een jezuïtencollege en een gereformeerde Latijnse school;
- Megen: Latijnse school;
- Meppel;
- Middelburg: Latijnse School;
- Naaldwijk;
- Nijmegen: Latijnse School;
- Noordwijk;
- Oldenzaal;
- Oirschot;
- Ootmarsum;
- Ravenstein;
- Rotterdam: Erasmiaans Gymnasium;
- Roermond;
- Schiedam; Stedelijk Gymnasium Schiedam
- Sittard;
- Sneek;
- Tiel;
- Utrecht: omgevormd naar het Utrechts Stedelijk Gymnasium;
- Venlo;
- Venray;
- Vlissingen;
- Vollenhove;
- Wageningen: Latijnse School;
- Workum;
- Wormer: gesticht door Martinus Duncanus;[4]
- Zaltbommel;
- Zierikzee;
- Zuidermeer;[5]
- Zutphen;
- Zwolle: Gymnasium Celeanum.

De oudste Latijnse school van Nederland is, voor zover bekend, die van Dordrecht, gesticht in 1253. Tegenwoordig is dit het Johan de Witt-gymnasium.

## Lijst van Latijnse scholen in Vlaanderen en Brussel
- Aalst: Jezuïetencollege (nu: Sint-Jozefscollege)
- Aalst: Koninklijk College
- Aarschot: Latijnse School
- Antwerpen: Augustijnencollege
- Antwerpen: Jezuïetencollege
- Antwerpen: Jezuïetenconvict
- Antwerpen: Koninklijk College-Pensionaat
- Arendonk: Latijnse School
- Balen: Latijnse School
- Beringen: Stadsschool
- Bornem: College van de Engelse Dominicanen
- Brecht: Latijnse School
- Bree: Augustijnencollege
- Bree: Stadsschool
- Brugge: Latijnse School, Schuttersstraat
- Brugge: Augustijnencollege
- Brugge: Groot en Klein Engels College
- Brugge: Jezuïetencollege
- Brugge: College Engelse Jezuïeten
- Brugge: Koninklijk College-Pensionaat
- Brussel: Sint-Jan Berchmanscollege
- Dendermonde: Augustijnencollege
- Dendermonde: Stadsschool
- Dessel: Latijnse School
- Diest: Augustijnencollege
- Diest: Grootschool
- Diksmuide: Minderbroederscollege
- Diksmuide: Norbertijnencollege
- Eeklo: Minderbroederscollege
- Geel: Latijnse School
- Gent: Augustijnencollege
- Gent: Jezuïetencollege
- Gent: Koninklijk College-Pensionaat
- Halle: Jezuïetencollege
- Halle: Koninklijk College
- Hasselt: Augustijnencollege
- Hasselt: Sint-Kwintenscollege
- Herentals: Augustijnencollege
- Herentals: Stadsschool
- Hoogstraten: Latijnse School
- Hoogstraten: Minderbroederscollege
- Hulshout: Latijnse School
- Ieper: Augustijnencollege
- Ieper: Jezuïtencollege
- Ieper: Koninklijk College

- Kortrijk: Jezuïetencollege
- Kortrijk: Koninklijk College
- Leuven: Augustijnencollege
- Leuven: College van Gent
- Leuven: Collegium Vaulxianum
- Lier: Dominicanencollege
- Lokeren: Latijnse School
- Mechelen: Grootschool
- Mechelen: Jezuïetencollege
- Mechelen: Oratorianencollege
- Meerhout: Latijnse School
- Mol: Latijnse School
- Munsterbilzen: Kapucijnencollege
- Munsterbilzen: Karmelietencollege
- Nieuwpoort: Karmelietencollege
- Nieuwpoort: Norbertijnencollege
- Nieuwpoort: Stadsschool
- Ninove: Stadsschool
- Oostende: Oratorianencollege
- Oudenaarde: Jezuïetencollege
- Oudenaarde: Koninklijk College
- Peer: Stadsschool
- Poperinge: Minderbroederscollege
- Rekem: Karmelietencollege
- Rekem: Minderbroederscollege
- Retie: Latijnse School
- Roeselare: Augustijnencollege
- Ronse: Oratorianencollege
- Scherpenheuvel: Oratorianencollege
- Sint-Truiden: Kleinseminarie
- Sint-Truiden: Stadsschool
- Temse: Oratorianencollege
- Tielt: Minderbroederscollege
- Tienen: Augustijnencollege
- Tongeren: Augustijnencollege
- Turnhout: Jezuïetencollege (nu: Sint-Jozefcollege)
- Veurne: Norbertijnencollege
- Vilvoorde: Dominicanencollege
- Westerlo: Latijnse School